# Џејмс Браун
Џејмс Џозеф Браун Млађи (енгл. James Joseph Brown, Jr; Барнвел, 3. мај 1933 — Атланта, 25. децембар 2006) или краће Џејмс Браун, био је амерички певач, забављач и композитор. Признат је као једна од најутицајнијих личности у популарној музици 20. века и стекао је реноме пре свега својим певањем и „грозничавим“ плесом. Познат је као „кум соула“, а у другим приликама и као „највреднији радник у шоу бизнису“. Један је од најпродуктивнијих певача, текстописаца, вођа бенда и музичких продуцената. Био је једна од кључних покретачких снага госпела, ритам и блуза, блуза, соул и фанк музике. Оставио је велики траг у другим музичким жанровима укључујући рок, џез, реге, диско, денс и електронске музике као и у хип хопу.
Музичку каријеру започиње 1953. године, а славу у касним педесетим годинама 20. века и почетком шездесетих. Учествовао је активно у политичком животу САД (иступања у име Афро-Американаца и отворена подршка Ричарду Никсону). Као врстан певач, кантаутор, вођа састава и музички продуцент, Браун је значајно допринео развоју госпела и Р&Б-а, а такође и соула и функа. Оставио је трага и у многим другим жанровима, на пример року, џезу, диско музици, дансу и електронској музици, регеу и хип хопу. Својим је музичким стилом и изразом такође је утицао и на афричку популарну музику, афробит, џуџу и мбалакс те је створио услове за развој го-го музике.
Професионалну музичку каријеру почиње 1950, а славан постаје већ крајем 1950-их и почетком 1960-их са својим узбудљивим извођењима и низом великих хитова. Упркос разних личних проблема и препрека, Браун непрекидно објављује хитове све до 1980-их. Уз хваљено музичко деловање, био је и учесник многих догађаја у америчкој политици, највише у раздобљу 1960-их и 1970-их најчешће активизмом у име својих афроамеричких сународњака и сиромашних слојева. У раним 1980-има, Браунова музика помогла је у обликовању ритма ране хип-хоп музике, највише тиме што су бројни састави у својој музици често употребљавали његове ритмове и семплове, што их је учинило хип-хоп класицима и једним од темеља тога музичког жанра.
Преминуо је 25. децембра 2006. године, након хоспитализације, од упале плућа у 74. години живота.

## Биографија

### Детињство и младост
Џејмс Браун је рођен као једино дете Сузи (рођене Белингс) и Џозефа („Џоа“) Гарднера Брауна у малом градићу Барнвелу у Јужној Каролини за време Велике депресије. Иако је његово презиме заиста било „Браун“ („Смеђ“), то се углавном схватало другачије, јер је алудирало на његову боју коже. Док је био дете, Брауна су звали „Јуниор“ или „Мали јуниор“, што му је остало као надимак и у каснијем животу. У својој аутобиографији, Браун је навео да је он између осталог имао кинеско и индијанско порекло; његов отац је потицао од афричко-америчких и америчко индијанских предака, док је његова мајка имала афричко-америчко и кинеско порекло. Браун и његова породица живели су у екстремно тешким условима. Кад је навршио четири године, његови родитељи се разводе јер је мајка одлучила да живи са другим човеком. Након што је мајка напустила породицу, Браун је наставио живети са оцем и његовом пријатељицом до своје шесте године. Селе се у Аугусту, у Џорџији, где га је отац послао да живи код тетке која је водила јавну кућу. Браунов живот свео се на улицу у живот без контроле родитеља или старатеља. Живећи на тај начин, похађао је школу до седмог разреда, када је избачен.
Током свога детињства, Браун је зарађивао новац чистећи ципеле и продавнице, продајући и замењујући старе маркице, перући судове и аутомобиле, а у међувремену је певао и наступао на такмичењима за таленте. Зарађујући за живот, Браун је почео сам да учи да свира хармонику, коју је добио од оца. Такође је почео са учењем свирања на гитари коју је добио од Тампа Реда (који је долазио у јавну кућу) и почео је да се упознаје са клавиром и бубњевима. Пошто је гледао Луиса Џордана, популарног џез и R&B музичара током 1940-их година, и његов кратки музички наступ у филму „Калдонија“, Браун је добио инспирацију да и сам постане забављач.

## Музичка каријера
Џејмс Браунова каријера је трајала неколико деценија и његов јединствени звук интензивно је деловао на ново истраживање и стварање многих музичких жанрова. Премда својим радом и многим донацијама пуно помаже светској музици, Браун редовно објављује хит композиције и синглове које се налазе на броју један светских Топ листа.

### Почетак
Године 1955, Браун и Боби Бердсова сестра Сара „The Gospel Starlighters”. На крају Браун уводи и Берда у састав на место вокала, праве промене у стилу и окрећу се вечитом Р&Б-у. Касније састав мења име у „The Flames”, када потписују уговор са издавачком кућом Федерал Рекордс (огранак предузећа Кинг Рекордса).
Састав снима свој први сингл „Please, Please, Please” (1956). Композиција доспева на #5 Топ листе и постаје велики Р&Б хит који се продаје у више милиона копија. Џејмс Браун је с тим наступним синглом започео врло богату и утицајну, али и контроверзну музичку каријеру с много ненаданих обрата. Девет следећих синглова које објављује са „Пламеновима” били су неуспешни и саставу је претила опасност од разлаза са Кинг Рекордсом. Браун је у свом раном деловању био инспирисан госпелом и Р&Б-ом, под великим утицајем тадашњих музичара Реја Чарлса и Литл Ричарда. Дружење са Ричардом увелико је деловало на Браунов музички рад и њега као забављача. Браун је једном и рекао како је Ричард његов идол и да је средином 1950-их са уличним саставом „The Upsetters” и саксофоном свирао фанк и рокенрол. Када је Ричард одлучио да престане да се бави поп музиком и да се врати проповедању, Браун га моли да остане с њим на турнеји до датума када буду у његовом граду. Неколико бивших чланова и Литл Ричард враћају се у састав са Брауном и након тога Ричард одлази са музичке сцене.
Браун се на Топ листу враћа 1958. и то на прво место Р&Б-а са хит композицијом „Try Me”. Композиција је објављена у право време, јер су у дискографској кући Кинг Рекордс већ размишљали о раскиду уговора са Брауном, међутим „Try Me” му је вратила успех и најавила многе будуће хитове. „Try Me” бележи и најбољу продају Р&Б музике те године, налазећи се на 17 Топ листа Р&Б синглова пуне две деценије.. Браун је израдио властити стил са комбинацијом латинских и џез ритмова као и Р&Б-ја.
Године 1959, Браун и „The Famous Flames” прелазе у дискографску кућу Федерал Рекордс, која је један други огранак Кинг Рекордса. Почели су се понављати конфликти између Брауна и председника Кинг Рекордса Сида Натана око пописа репертоара и осталих ствари око издавања и снимања композиција.